# Farinosa
Les farinoses són unes postres i llevant de taula típiques de Xerta, Tivissa i l'Ametlla de Mar, al Baix Ebre. Són tradicionals per Setmana Santa i tenen com a base la mateixa pasta amb què es preparen les mones de Pasqua amb què els padrins obsequien llurs fillols.
Tenen variacions segons l'indret on es fan. Les de Xerta està farcida de sucre i farina. Les de Tivissa es fan amb mel. Les de l'Ametlla de Mar duen confitura de cabell d'Àngel i no es fan per Pasqua, sinó amb motiu de les festes majors de la població en honor de la Mare de Déu de la Candelera.
Amb la mateixa pasta al Baix Ebre i al Montsià s'elaboren els "reganyats", amb forma allargada que es caracteritzen pels petits pessics sobre la superfície de la pasta.